# آخرین نفر (فیلم ۲۰۰۲)
«آخرین نفر» (انگلیسی: The Last Man (2002 film)) فیلمی در ژانر علمی–تخیلی و کمدی-درام به کارگردانی هری رالستون است که در سال ۲۰۰۰ منتشر شد.